# Serbonnes
Serbonnes ist eine französische Gemeinde mit 693 Einwohnern (Stand: 1. Januar 2022) im Département Yonne in der Region Bourgogne-Franche-Comté; sie gehört zum Arrondissement Sens und zum Kanton Thorigny-sur-Oreuse. Die Einwohner werden Serbonnais genannt.

## Geographie
Serbonnes liegt etwa 14 Kilometer nordnordöstlich von Sens an der Yonne. Umgeben wird Serbonnes von den Nachbargemeinden Courlon-sur-Yonne im Norden und Westen, Sergines im Norden und Nordosten, Michery im Osten und Südosten sowie Villemanoche im Südwesten.
Durch die Gemeinde führt die Autoroute A5. 

## Bevölkerungsentwicklung
| Jahr                       | 1962 | 1968 | 1975 | 1982 | 1990 | 1999 | 2006 | 2018 |
| Einwohner                  | 677  | 728  | 710  | 720  | 876  | 988  | 520  | 653  |
| Quellen: Cassini und INSEE |      |      |      |      |      |      |      |      |

## Sehenswürdigkeiten

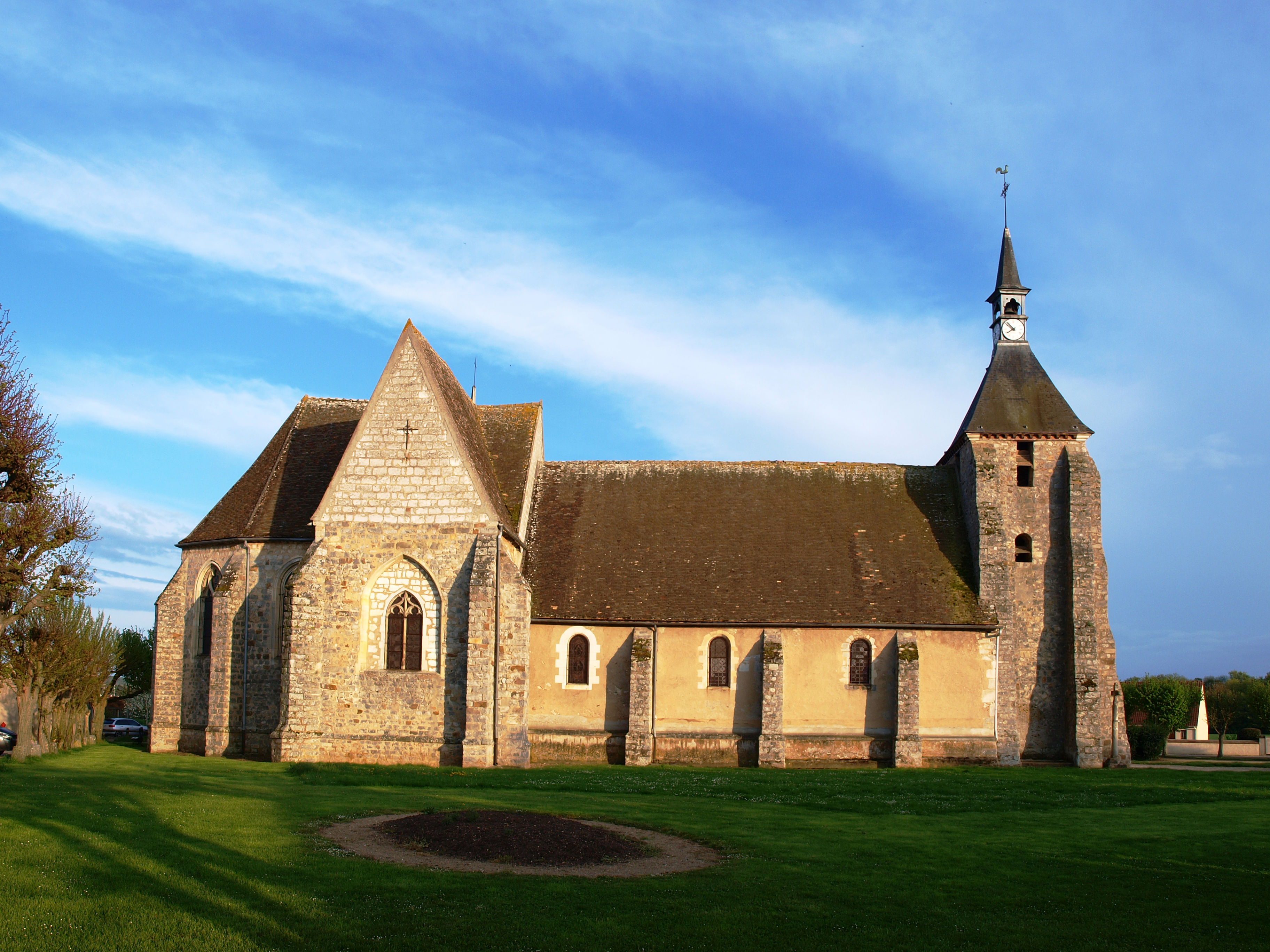
Kirche Saint-Victor

- Kirche Saint-Victor, seit 1926 Monument historique

## Persönlichkeiten
- Jacques Clément (1567–1589), Dominikaner, Mörder Heinrichs III.
- Raymond Janot (1917–2000), Staatsmann, Bürgermeister von Serbonnes (1947–1971)